# Harbach (Eisenbach)
Der Harbach ist ein anderthalb Kilometer langer Waldbach mit ungefähr südwestlichem Lauf an der Gemeindegrenze von Rosenberg im Ostalbkreis zu Frankenhardt im Landkreis Schwäbisch Hall im nordöstlichen Baden-Württemberg, der nahe dem Hof Hochtänn von Rosenberg von rechts in den Eisenbach mündet.
Dieser Harbach läuft am Südrand des großen Frankenhardter Waldgewannes Harbach etwa südwestlich und entwässert zur Blinden Rot, während ein anderer Harbach fast am Nordrand desselben Gewanns ostwärts zieht; dieser andere ist der oberste Hauptstrang-Abschnitt des zur Jagst entwässernden Sulzbachs. 

## Geographie

### Verlauf
Der Harbach entsteht auf etwa 505 m ü. NHN ca. 0,4 km nordwestlich des Waldeintritts der Straße Hummelsweiler–Willa im Nadelwald Eisennagel auf Rosenberger Gemarkung. Er fließt einen Viertelskilometer westwärts und knickt dann auf etwa 491,1 m ü. NHN auf einen langen südwestlichen Lauf, während dessen er Grenzbach zwischen Rosenberg und dem Waldgewann Eisennagel links sowie Frankenhardt und dem Gewann Harbach rechts ist. Auf diesem etwa einen Kilometer langem Abschnitt seines Laufes fließt er über bis zu anderthalb Metern breitem, sandigen Bett gewunden durch eine bald recht breite Talkerbe. Der mit dem Fränkisch-Schwäbischen Jakobsweg gebündelte Hauptwanderweg 4 des Schwäbischen Albvereins überquert ihn dabei auf der Etappe zwischen Burgberg und Hohenberg auf einem eigens angelegten Holzsteg. Wo der Wald an der Rodungsinsel um Willa endet, wendet er sich  beim Forchenwäldle nach links und fließt dann noch einen Viertelskilometer in einem Graben zwischen Weideflächen südostwärts. Daraufhin mündet er 0,3 km nordöstlich des Rosenberger Hofes Hochtänn auf etwa 469 m ü. NHN von rechts in den mittleren Eisenbach, der hier gerade den Eisennagel verlassen hat.
Der Harbach ist 1,5 km lang, mündet etwa 36 Höhenmetern unterhalb seines Ursprungs und hat somit ein mittleres Sohlgefälle von etwa 24 ‰. Er hat keine wesentlichen Zuflüsse. Der Harbach liegt, bei Vergleich mit dem Eisenbach-Oberlauf bis zum Zusammenfluss, nach sowohl seiner Länge (1,5 km zu nur 1,0 km), seinem Einzugsgebiet (ca. 1,0 km zu nur ca. 0,8 km) und seiner Quellhöhe (505 m ü. NHN zu nur ca. 495 m ü. NHN) auf dem Hauptstrang des Eisenbaches, wird aber ausweislich seiner Gewässerkennzahl amtlich als dessen Zufluss angesehen.

### Einzugsgebiet
Der Eisenbach entwässert eine Fläche von etwa 1,0 km² im Nordwesten des Unter-Naturraums Ellwanger Berge der Schwäbisch-Fränkische Waldberge. In diesem Keuperbergland stehen hier die Schichten des Stubensandsteins (Löwenstein-Formation), der Oberen Bunten Mergel (Mainhardt-Formation) und zuunterst des Kieselsandsteins (Hassberge-Formation) an. Auf etwa 90 % des Gebietes steht Wald im Gewann Eisennagel und im Harbach, offen ist nur das unterste Einzugsgebiet bei Hochtänn.
Die mit etwa 518 m ü. NHN höchste Stelle ist sein nördlichster Punkt nahe einem Wasserreservoir. Von dort an trennt bis zur Mündung die Wasserscheide rechts des Harbachs im Nordwesten von direktem Einzugsgebiet des Vor-Vorfluters Blinde Rot, die zum Kocher läuft. Hinter der linken Wasserscheide im Südosten entwässert der Oberlauf des Vorfluters Eisenbach das anliegende Gebiet. Die hydrologisch bedeutendste Grenze liegt im Osten, jenseits ihrer führt deren linker Oberlauf Glasbach den Abfluss über die Orrot zur oberen Jagst.
Es gibt keinerlei Besiedlung am Ufer oder im Einzugsgebiet, das jeweils rund zur Hälfte zu Rosenberg und Frankenhardt gehört.

## Natur und Schutzgebiete
Der kleine mündungsnahe Offenlandanteil gehört zum Landschaftsschutzgebiet Oberes Blinde-Rot-Tal.

### LUBW
Amtliche Online-Gewässerkarte mit passendem Ausschnitt und den hier benutzten Layern: Lauf und Einzugsgebiet des Harbachs

Allgemeiner Einstieg ohne Voreinstellungen und Layer: Daten- und Kartendienst der Landesanstalt für Umwelt Baden-Württemberg (LUBW) (Hinweise)
1. 1 2 3  Höhe nach dem Höhenlinienbild auf dem Hintergrundlayer Topographische Karte.
2. 1 2  Länge nach dem Layer Gewässernetz (AWGN).
3. 1 2 3  Einzugsgebiet abgemessen auf dem Hintergrundlayer Topographische Karte.
4. ↑  Höhe nach schwarzer Beschriftung auf dem Hintergrundlayer Topographische Karte.
5. ↑  Landschaftsschutzgebiet nach dem Layer gleichen Namens.

### Andere Belege
1. ↑  Wolf-Dieter Sick: Geographische Landesaufnahme: Die naturräumlichen Einheiten auf Blatt 162 Rothenburg o. d. Tauber. Bundesanstalt für Landeskunde, Bad Godesberg 1962. → Online-Karte (PDF; 4,7 MB)
2. ↑  Geologie für einen kleinen Teil des Einzugsgebietes nach der unter → Literatur aufgeführten geologischen Karte. Einen gröberen Überblick über das gesamte verschafft auch: Mapserver des Landesamtes für Geologie, Rohstoffe und Bergbau (LGRB) (Hinweise)